# Otto Brandis

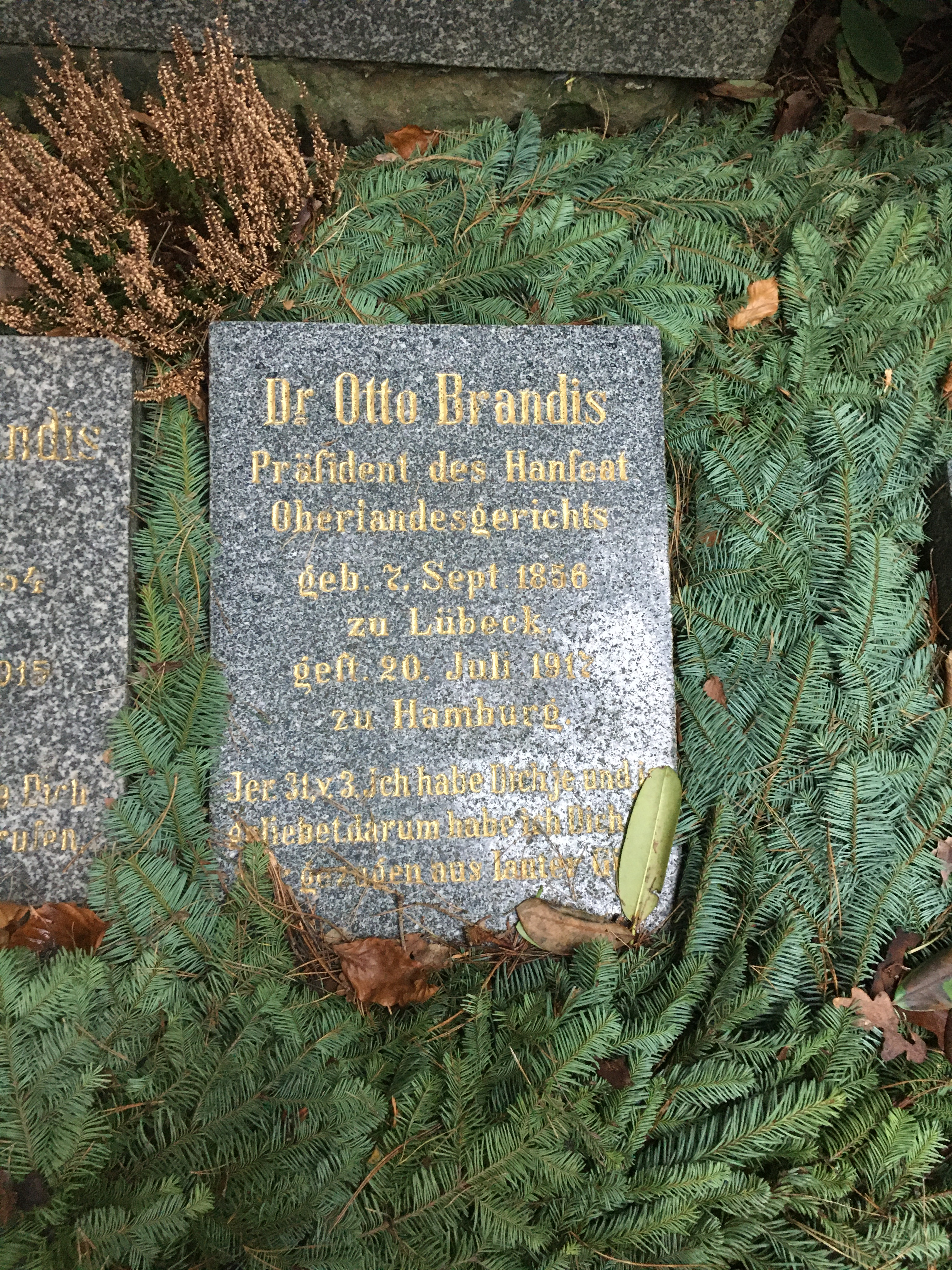
Grabstätte Otto Brandis auf dem Friedhof Ohlsdorf

Otto Moritz Wilhelm Brandis (* 7. September 1856 in Lübeck; † 20. Juli 1917 in Hamburg) war ein deutscher Richter.

## Leben
Brandis war ein Sohn des Lübecker Oberappellationsgerichtsrats Hermann Friedrich Brandis. Er wuchs in Lübeck auf und besuchte das Katharineum, das er Ostern 1876 mit dem Abitur verließ. Brandis studierte Rechtswissenschaften in Leipzig, München und Göttingen und legte als einer der Letzten am 18. Juli 1879 ein zusätzliches Staatsexamen am Oberappellationsgericht ab. Nach Ableistung eines Militärdienstes ließ er sich 1880 in Hamburg als Anwalt nieder.
Dabei assoziierte er sich mit Max Predöhl und Schlüter. Im Februar 1885 wurde Brandis zum Richter im hamburgischen Staatsdienst ernannt. 1890 war er Vorsitzender der Kammer für Handelssachen. Die Berufung zum Richter am Hanseatischen Oberlandesgericht erfolgte 1893. Anfang 1910 wurde er Präsident eines Senates und am 23. Februar 1912 wurde er zum Präsidenten des Hanseatischen Oberlandesgericht berufen, nachdem Richard Löhmann in den Ruhestand getreten war.
Otto Brandis verstarb 60-jährig und wurde in der Familiengrabstätte auf dem Friedhof Ohlsdorf im Planquadrat S 24 beigesetzt.

## Werke
- Das deutsche Seerecht (mit Ausschluss des Seeversicherungsrechts), Göschen (Leipzig), 1908

## Weblink
- DNB 117627216 – Katalogeintrag der Deutschen Nationalbibliothek

| Personendaten    | Personendaten                                     |
| ---------------- | ------------------------------------------------- |
| NAME             | Brandis, Otto                                     |
| ALTERNATIVNAMEN  | Brandis, Otto Moritz Wilhelm (vollständiger Name) |
| KURZBESCHREIBUNG | deutscher Richter                                 |
| GEBURTSDATUM     | 7. September 1856                                 |
| GEBURTSORT       | Lübeck                                            |
| STERBEDATUM      | 20. Juli 1917                                     |
| STERBEORT        | Hamburg                                           |